# Чемпионат КОНКАКАФ среди молодёжных команд 1994
Турнир КОНКАКАФ 1994 года среди юношей до 20 лет был ассоциированным футбольным турниром, который проходил в Гондурасе в августе 1994 года. На нем определились две команды КОНКАКАФ, которые участвовали в молодежном чемпионате мира 1995 года.

## Места проведения
| Тегусигальпа Сан-Педро-Сула Пуэрто-Кортес | Тегусигальпа                   | Сан-Педро-Сула             | Пуэрто-Кортес      |
| ----------------------------------------- | ------------------------------ | -------------------------- | ------------------ |
| Тегусигальпа Сан-Педро-Сула Пуэрто-Кортес | Стадион Тибурсио Кариас Андино | Стадион Франсиско Морасана | Стадион Эксельсиор |
| Тегусигальпа Сан-Педро-Сула Пуэрто-Кортес | Вместимость: 35 000            | Вместимость: 18 000        | Вместимость: 7 910 |
| Тегусигальпа Сан-Педро-Сула Пуэрто-Кортес |                                |                            |                    |

## Квалификация
Как и в 1992 году, отборочный этап был организован для стран Карибского бассейна, а также впервые для Центральной Америки. Формат был меньше, чем на предыдущем турнире, командам предстояло сыграть только с одним или двумя соперниками. Приняли участие 12 карибских команд, из которых 4 прошли квалификацию в двух раундах. Приняли участие 6 команд из Центральной Америки, из которых 4 также прошли квалификацию, но в один раунд.

### Карибы

#### Первый раунд
| Команда 1                        | Итог | Команда 2         | 1-й матч | 2-й матч |
| -------------------------------- | ---- | ----------------- | -------- | -------- |
| Нидерландские Антильские острова | 2:4  | Аруба             | 1:1      | 1:3      |
| Барбадос                         | 0:5  | Гренада           | 0:1      | 0:4      |
| Мартиника                        | 6:0  | Сент-Люсия        | 5:0      | 1:0      |
| Антигуа и Барбуда                | 1:3  | Сент-Китс и Невис | 1:1      | 0:2      |

#### Второй раунд
Здесь участвовали четыре победителя первого раунда. Каймановы острова, Гайана, Ямайка , Тринидад и Тобаго также приняли участие.
| Команда 1         | Итог | Команда 2         | 1-й матч | 2-й матч |
| ----------------- | ---- | ----------------- | -------- | -------- |
| Мартиника         | 8:1  | Сент-Китс и Невис | 5:0      | 3:1      |
| Тринидад и Тобаго | 3:0  | Гренада           | 0:0      | 3:0      |
| Гайана            | 6:0  | Аруба             | 4:0      | 2:0      |
| Каймановы острова | 0:7  | Ямайка            | 0:4      | 0:3      |

### Центральная Америка
| Команда 1  | Итог | Команда 2 | 1-й матч | 2-й матч |
| ---------- | ---- | --------- | -------- | -------- |
| Сальвадор  | 8:1  | Никарагуа | 6:0      | 2:1      |
| Коста-Рика | 14:0 | Панама    | 8:0      | 6:0      |
| Белиз      | 2:5  | Гватемала | 1:2      | 1:3      |

## Квалифицированные команды
Следующие команды прошли квалификацию на турнир:
| Регион                     | Квалификация                  | Команды                                   |
| -------------------------- | ----------------------------- | ----------------------------------------- |
| Карибы (КФС)               | 1 или 2 раунда плей-офф       | Гайана Ямайка Мартиника Тринидад и Тобаго |
| Центральная Америка (ЦАФС) | 1 раунд плей-офф              | Белиз1 Коста-Рика Сальвадор Гватемала     |
| Центральная Америка (ЦАФС) | Хозяева                       | Гондурас                                  |
| Северная Америка (САФС)    | Автоматически квалифицируется | Канада Мексика США                        |

1Белиз квалифицировался в Центральную Америку,потерпев наименьшее поражение

## Групповая фаза

### Группа А
| Поз | Команда   | И | В | Н | П | МЗ | МП | РМ  | О | Квалификация                            |
| --- | --------- | - | - | - | - | -- | -- | --- | - | --------------------------------------- |
| 1   | Гондурас  | 3 | 3 | 0 | 0 | 11 | 3  | +8  | 9 | Квалифицировался на Заключительный этап |
| 2   | Канада    | 3 | 2 | 0 | 1 | 13 | 3  | +10 | 6 | Квалифицировался на Заключительный этап |
| 3   | Мартиника | 3 | 1 | 0 | 2 | 6  | 10 | −4  | 3 |                                         |
| 4   | Белиз     | 3 | 0 | 0 | 3 | 3  | 17 | −14 | 0 |                                         |

| Белиз | 0:7    | Канада                                                                       |
| ----- | ------ | ---------------------------------------------------------------------------- |
|       | report | Капассо 8′, 59′ · Нэш 15′, 33′ · Хауса 28′ · Пиццолитто 40′ · Аллегранса 68′ |

| Гондурас | 3:1 | Мартиника |
| -------- | --- | --------- |
|          |     |           |

| Белиз | 3:5 | Мартиника |
| ----- | --- | --------- |
|       |     |           |

| Гондурас                     | 3:2    | Канада               |
| ---------------------------- | ------ | -------------------- |
| Медина 37′ · 45′ · Бейли 65′ | report | Ксауса 48′ · Нэш 72′ |

| Канада                                      | 4:0    | Мартиника |
| ------------------------------------------- | ------ | --------- |
| Ксауса 7′ · Нэш 64′ · Бош 70′ · Бреннан 85′ | report |           |

| Гондурас                    | 5:0 | Белиз |
| --------------------------- | --- | ----- |
| Кабрера · Осегера · Уманзор |     |       |

### Группа B
| Поз | Команда    | И | В | Н | П | МЗ | МП | РМ  | О | Квалификация                            |
| --- | ---------- | - | - | - | - | -- | -- | --- | - | --------------------------------------- |
| 1   | Коста-Рика | 3 | 3 | 0 | 0 | 13 | 3  | +10 | 9 | Квалифицировался на Заключительный этап |
| 2   | Мексика    | 3 | 2 | 0 | 1 | 8  | 6  | +2  | 6 |                                         |
| 3   | Ямайка     | 3 | 1 | 0 | 2 | 8  | 13 | −5  | 3 |                                         |
| 4   | Гватемала  | 3 | 0 | 0 | 3 | 6  | 13 | −7  | 0 |                                         |

| Гватемала | 0:2 | Мексика |
| --------- | --- | ------- |
|           |     |         |

| Коста-Рика | 3:1 | Ямайка |
| ---------- | --- | ------ |
|            |     |        |

| Коста-Рика | 5:1 | Гватемала |
| ---------- | --- | --------- |
|            |     |           |

| Ямайка | 1:5 | Мексика |
| ------ | --- | ------- |
|        |     |         |

| Гватемала | 5:6 | Ямайка |
| --------- | --- | ------ |
|           |     |        |

| Коста-Рика | 5:1 | Мексика |
| ---------- | --- | ------- |
|            |     |         |

### Группа C
| Поз | Команда           | И | В | Н | П | МЗ | МП | РМ | О | Квалификация                            |
| --- | ----------------- | - | - | - | - | -- | -- | -- | - | --------------------------------------- |
| 1   | Сальвадор         | 3 | 3 | 0 | 0 | 10 | 2  | +8 | 9 | Квалифицировался на Заключительный этап |
| 2   | США               | 3 | 2 | 0 | 1 | 9  | 4  | +5 | 6 |                                         |
| 3   | Тринидад и Тобаго | 3 | 1 | 0 | 2 | 2  | 6  | −4 | 3 |                                         |
| 4   | Гайана            | 3 | 0 | 0 | 3 | 1  | 10 | −9 | 0 |                                         |

| Сальвадор | 2:1 | Тринидад и Тобаго |
| --------- | --- | ----------------- |
|           |     |                   |

| Гайана | 1:4 | США |
| ------ | --- | --- |
|        |     |     |

| Гайана | 0:1 | Тринидад и Тобаго |
| ------ | --- | ----------------- |
|        |     |                   |

| Сальвадор | 3:1 | США |
| --------- | --- | --- |
|           |     |     |

| Сальвадор | 5:0 | Гайана |
| --------- | --- | ------ |
|           |     |        |

| Тринидад и Тобаго | 0:4 | США |
| ----------------- | --- | --- |
|                   |     |     |

## Заключительный этап
| Поз | Команда    | И | В | Н | П | МЗ | МП | РМ | О | Квалификация                                                   |
| --- | ---------- | - | - | - | - | -- | -- | -- | - | -------------------------------------------------------------- |
| 1   | Гондурас   | 3 | 3 | 0 | 0 | 7  | 3  | +4 | 9 | Квалификация на Молодежный чемпионат мира по футболу 1995 года |
| 2   | Коста-Рика | 3 | 1 | 1 | 1 | 5  | 4  | +1 | 4 | Квалификация на Молодежный чемпионат мира по футболу 1995 года |
| 3   | Канада     | 3 | 1 | 0 | 2 | 5  | 7  | −2 | 3 |                                                                |
| 4   | Сальвадор  | 3 | 0 | 1 | 2 | 4  | 7  | −3 | 1 |                                                                |

| Гондурас                                  | 4:2 | Сальвадор       |
| ----------------------------------------- | --- | --------------- |
| Кабрера 8′ · Гевара 47′ 79′ · Осегера 66′ |     | Портильо 9′ 73′ |

| Канада                 | 2:4    | Коста-Рика |
| ---------------------- | ------ | ---------- |
| Томпсон 7′ · Хауса 18′ | report |            |

| Гондурас | 2:1    | Канада |
| -------- | ------ | ------ |
|          | report | Хауса  |

| Коста-Рика | 1:1 | Сальвадор   |
| ---------- | --- | ----------- |
| Уоллес 43′ |     | Портильо 9′ |

| Гондурас | 1:0 | Коста-Рика |
| -------- | --- | ---------- |
|          |     |            |

| Канада             | 2:1 | Сальвадор     |
| ------------------ | --- | ------------- |
| Пиццолитто 21′ 31′ |     | Альварадо 43′ |

## Итоговый рейтинг
| Поз | Команда           | И | В | Н | П | МЗ | МП | РМ  | О  | Final result             |
| --- | ----------------- | - | - | - | - | -- | -- | --- | -- | ------------------------ |
| 1   | Гондурас (Х)      | 6 | 6 | 0 | 0 | 18 | 6  | +12 | 18 | Чемпионы                 |
| 2   | Коста-Рика        | 6 | 4 | 1 | 1 | 18 | 7  | +11 | 13 | Занявшие второе место    |
| 3   | Канада            | 6 | 3 | 0 | 3 | 18 | 10 | +8  | 9  | Третье место             |
| 4   | Сальвадор         | 6 | 3 | 1 | 2 | 14 | 9  | +5  | 10 | Четвертое место          |
|     |                   |   |   |   |   |    |    |     |    |                          |
| 5   | США               | 3 | 2 | 0 | 1 | 9  | 4  | +5  | 6  | Переход в Групповой этап |
| 6   | Мексика           | 3 | 2 | 0 | 1 | 8  | 6  | +2  | 6  | Переход в Групповой этап |
| 7   | Мартиника         | 3 | 1 | 0 | 2 | 6  | 10 | −4  | 3  | Переход в Групповой этап |
| 8   | Тринидад и Тобаго | 3 | 1 | 0 | 2 | 2  | 6  | −4  | 3  | Переход в Групповой этап |
| 9   | Ямайка            | 3 | 1 | 0 | 2 | 8  | 13 | −5  | 3  | Переход в Групповой этап |
| 10  | Гватемала         | 3 | 0 | 0 | 3 | 6  | 13 | −7  | 0  | Переход в Групповой этап |
| 11  | Гайана            | 3 | 0 | 0 | 3 | 1  | 10 | −9  | 0  | Переход в Групповой этап |
| 12  | Белиз             | 3 | 0 | 0 | 3 | 3  | 17 | −14 | 0  | Переход в Групповой этап |

Note: Согласно статистическому соглашению в футболе, матчи решаются в овертайме , но учитываются как победы, так и поражения, в то время как матчи решаются серии пенальти засчитываются как ничьи.

## Внешние ссылки
- concacaf.com/page/Under20s/Home/0,,12813,00.html — официальный сайт Чемпионат КОНКАКАФ среди молодёжных команд 1994